# Polnische Badminton-Juniorenmeisterschaft
Polnische Badminton-Juniorenmeisterschaften werden seit 1975 ausgetragen.

## Die Titelträger
| Saison | Herreneinzel          | Dameneinzel            | Herrendoppel                             | Damendoppel                                | Mixed                                     |
| ------ | --------------------- | ---------------------- | ---------------------------------------- | ------------------------------------------ | ----------------------------------------- |
| 1975   | Karol Hawel           | Anna Zyśk              | Karol Hawel Jerzy Budniak                | Helena Radaczynska Wanda Czamanska         | nicht ausgetragen                         |
| 1976   | Karol Hawel           | Alzbieta Utecht        | Ireneusz Parfienowicz Miroslaw Chuderski | Helena Radaczynska Wanda Czamanska         | Tadeusz Kozlowski Jolanta Ryzykowska      |
| 1977   | Brunon Rduch          | Alzbieta Utecht        | Brunon Rduch Norbert Wegrzyn             | Bożena Wojtkowska Elzbieta Utecht          | nicht ausgetragen                         |
| 1978   | Norbert Wegrzyn       | Bożena Wojtkowska      | Brunon Rduch Norbert Wegrzyn             | Bożena Wojtkowska Ewa Rusznica             | Brunon Rduch Iwona Nabielek               |
| 1979   | Andrzej Grochowski    | Bożena Wojtkowska      | Kazimierz Ciuryś Andrzej Grochowski      | Bożena Wojtkowska Ewa Rusznica             | Kazimierz Ciuryś Bożena Wojtkowska        |
| 1980   | Jerzy Gwóźdź          | Bożena Wojtkowska      | Jerzy Gwóźdź Piotr Rduch                 | Bożena Wojtkowska Ewa Rusznica             | Jaroslaw Zwarycz Maria Bahryj             |
| 1981   | Jerzy Gwóźdź          | Bożena Wojtkowska      | Krzystof Bruchwalski Leszek Sobczak      | Bożena Wojtkowska Ewa Rusznica             | Jerzy Gwóźdź Bożena Wojtkowska            |
| 1982   | Jerzy Dołhan          | Bożena Siemieniec      | Jerzy Dołhan Grzegorz Olchowik           | Bożena Siemieniec Zofia Żółtańska          | Jerzy Dołhan Bożena Siemieniec            |
| 1983   | Jacek Hankiewicz      | Bożena Siemieniec      | Jerzy Dołhan Grzegorz Olchowik           | Bożena Siemieniec Zofia Żółtańska          | Grzegorz Olchowik Zofia Żółtańska         |
| 1984   | Jacek Hankiewicz      | Bożena Siemieniec      | Janusz Czerwieniec Jacek Hankiewicz      | Bożena Siemieniec Zofia Żółtańska          | Jacek Hankiewicz Elżbieta Grzybek         |
| 1985   | Janusz Czerwieniec    | Katarzyna Krasowska    | Janusz Czerwieniec Jerzy Palasz          | Katarzyna Krasowska Marzena Masiuk         | Janusz Czerwieniec Elżbieta Grzybek       |
| 1986   | Grzegorz Swierczyna   | Katarzyna Krasowska    | Marek Bujak Roman Golinowski             | Katarzyna Krasowska Marzena Masiuk         | Tomasz Michalik Barbara Kulanty           |
| 1987   | Marek Bujak           | Katarzyna Krasowska    | Grzegorz Swierczyna Robert Gorcyca       | Katarzyna Krasowska Marzena Masiuk         | Tomasz Michalik Barbara Kulanty           |
| 1988   | Andrzej Kolodynski    | Beata Syta             | Jacek Jaroszewski Pawel Wasilewski       | Beata Syta Sylwia Wiechowska               | Jacek Jaroszewski Kinga Olszewska         |
| 1989   | Adrian Bąk            | Beata Syta             | Jacek Jaroszewski Pawel Wasilewski       | Beata Syta Sylwia Wiechowska               | Pawel Wasilewski Magdalena Konopka        |
| 1990   | Piotr Mazur           | Monika Lipińska        | Adrian Bąk Dariusz Szuba                 | Sylwia Rutkiewicz Sylwia Wiechowska        | Piotr Mazur Joanna Bednarska              |
| 1991   | Darius Zieba          | Monika Lipińska        | Jacek Jagodzinski Damian Pławecki        | Joanna Jedrzejewska Ewa Urbanska           | Damian Pławecki Sylwia Rutkiewicz         |
| 1992   | Dariusz Karczmarczyk  | Monika Lipińska        | Jacek Jagodzinski Damian Pławecki        | Sylwia Rutkiewicz Monika Lipińska          | Robert Mateusiak Sylwia Rutkiewicz        |
| 1993   | Jacek Niedźwiedzki    | Dorota Borek           | Dariusz Karczmarczyk Robert Mateusiak    | Malgorzata Jura Sylwia Tomczyk             | Arkadiusz Kolodyĺsky Katarzyna Kaczmar    |
| 1994   | Robert Mateusiak      | Dorota Borek           | Bogdan Matula Andrzej Nowak              | Dorota Borek Katarzyna Kaczmar             | Robert Mateusiak Anna Michalik            |
| 1995   | Michał Łogosz         | Dorota Borek           | Paweł Kaczyński Michał Łogosz            | Dorota Borek Malgorzata Lenartowicz        | Przemyslaw Krawiec Malgorzata Lenartowicz |
| 1996   | Michał Łogosz         | Dorota Borek           | Paweł Kaczyński Dariusz Witklewicz       | Dorota Borek Malgorzata Lenartowicz        | Michał Łogosz Monika Bieńkowska           |
| 1997   | Marcin Burzynski      | Kinga Rudolf           | Marcin Burzyński Piotr Żołądek           | Marta Byttner Krystyna Polakowska          | Zbigniew Serwetnicki Maria Maslanka       |
| 1998   | Marcin Burzynski      | Kamila Augustyn        | Marcin Burzyński Piotr Żołądek           | Marta Byttner Agnieszka Czerwińska         | Zbigniew Serwetnicki Maria Maslanka       |
| 1999   | Przemysław Wacha      | Kamila Augustyn        | Przemysław Wacha Piotr Żołądek           | Agnieszka Jaskuła Krystyna Polakowska      | Piotr Żołądek Kamila Augustyn             |
| 2000   | Przemysław Wacha      | Kamila Augustyn        | Przemysław Wacha Piotr Żołądek           | Kamila Augustyn Angelika Węgrzyn           | Piotr Żołądek Kamila Augustyn             |
| 2001   | Paweł Lenkiewicz      | Kamila Augustyn        | Jan Lazarowicz Jan Rudziński             | Anna Rosko Angelika Węgrzyn                | Paweł Lenkiewicz Kamila Augustyn          |
| 2002   | Rafał Hawel           | Dominika Karlinska     | Rafał Hawel Bartosz Kocik                | Dominika Karlinska Paulina Matusewicz      | Paweł Lenkiewicz Paulina Matusewicz       |
| 2003   | Rafał Hawel           | Karolina Kosińska      | Adam Cwalina Rafał Hawel                 | Agata Doroszkiewicz Karolina Kosińska      | Kamil Marcjan Monika Kowalczyk            |
| 2004   | Adam Cwalina          | Agnieszka Wojtkowska   | Łukasz Moreń Wojciech Szkudlarczyk       | Idalia Haracz Zaneta Zajac                 | Adam Cwalina Ewa Jarocka                  |
| 2005   | Wojciech Szkudlarczyk | Agnieszka Wojtkowska   | Łukasz Moreń Wojciech Szkudlarczyk       | Natalia Pocztowiak Agnieszka Wojtkowska    | Łukasz Moreń Natalia Pocztowiak           |
| 2006   | Mateusz Mikołajczak   | Magdalena Jaworek      | Michał Rogalski Mateusz Szałankiewicz    | Natalia Pocztowiak Agnieszka Wojtkowska    | Mateusz Szałankiewicz Aleksandra Wałaszek |
| 2007   | Maciej Kowalik        | Anna Narel             | Paweł Dróżdż Kamil Raszkiewicz           | Natalia Pocztowiak Anna Narel              | Maciej Kowalik Marlena Flis               |
| 2008   | Michał Rogalski       | Agnieszka Wojtkowska   | Maciej Kowalik Michał Rogalski           | Marlena Flis Mariola Grządzielska          | Mateusz Szałankiewicz Natalia Pocztowiak  |
| 2009   | Patryk Szymoniak      | Aneta Wojtkowska       | Mateusz Dynak Adrian Dziółko             | Ewa Piotrowska Edyta Tarasewicz            | Jacek Kołumbajew Aneta Wojtkowska         |
| 2010   | Mateusz Dubowski      | Aneta Wojtkowska       | Mateusz Dubowski Maciej Poulakowski      | Ewa Piotrowska Edyta Tarasewicz            | Jacek Kołumbajew Martyna Poprzeczko       |
| 2011   | Mateusz Dubowski      | Weronika Grudzina      | Krzysztof Glijer Paweł Przyjemski        | Katarzyna Macedońska Justyna Pasternak     | Mateusz Dubowski Martyna Poprzeczko       |
| 2012   | Mateusz Świerczyński  | Weronika Grudzina      | Miłosz Bochat Mateusz Świerczyński       | Emilia Dolna Magdalena Witek               | Sebastian Sado Kinga Stefańska            |
| 2013   | Piotr Wasiluk         | Karolina Janowska      | Miłosz Bochat Mateusz Świerczyński       | Kinga Haracz Daniela Kobeluch              | Maciej Dąbrowski Emilia Dolna             |
| 2014   | Mateusz Świerczyński  | Magda Konieczna        | Miłosz Bochat Mateusz Świerczyński       | Edyta Mietła Aleksandra Paprzycka          | Miłosz Bochat Maria Taraszkiewicz         |
| 2015   | Krzysztof Jakowczuk   | Joanna Stanisz         | Aleksander Jabłoński Krzysztof Jakowczuk | Katarzyna Kutacha Joanna Stanisz           | Robert Mirga Kornelia Marczak             |
| 2016   | Adam Szolc            | Wiktoria Dąbczynska    | Konrad Płoch Adam Szolc                  | Wiktoria Adamek Izabela Pajek              | Radosław Wróbel Izabela Pajek             |
| 2017   | Paweł Śmiłowski       | Wiktoria Dąbczynska    | Robert Cybulski Tymoteusz Malik          | Wiktoria Dąbczynska Aleksandra Goszczyńska | Paweł Śmiłowski Magdalena Świerczyńska    |
| 2018   | Łukasz Cimosz         | Aleksandra Pająk       | Bartosz Gałązka Maciej Matusz            | Paulina Hankiewicz Dominika Kwaśnik        | Wiktor Trecki Magdalena Kulska            |
| 2019   | Patryk Kordek         | Anna Duda              | Kordian Kobylnik Maciej Matusz           | Paulina Hankiewicz Dominika Kwaśnik        | Wiktor Trecki Paulina Hankiewicz          |
| 2020   | Szymon Stokfisz       | Anstasiya Khomich      | Wiktor Trecki Maciej Matusz              | Anastasiya Khomich Karolina Szubert        | Maciej Matusz Dominika Kwaśnik            |
| 2021   | Mikołaj Szymanowski   | Anstasiya Khomich      | Filip Wierciński Mikołaj Wrzalik         | Anstasiya Khomich Ulyana Volskaya          | Mikołaj Wrzalik Dominika Chojnacka        |
| 2022   | Dominik Kwinta        | Ulyana Volskaya        | Adrian Krawczyk Mikołaj Szymanowski      | Julia Pławecka Ulyana Volskaya             | Szymon Ślepecki Julia Pławecka            |
| 2023   | Jan Frańczak          | Aleksandra Węsławowicz | Bartłomiej Butkus Igor Jasek             | Anna Czuchra Julia Stankiewicz             | Bartłomiej Butkus Julia Piwowar           |
| 2024   | Mateusz Golas         | Alicja Syrek           | Mikołaj Morawski Krzysztof Podkowiński   | Maja Janko Kinga Stokfisz                  | Krzysztof Podkowiński Kinga Stokfisz      |